# Poa tenerrima
Poa tenerrima là một loài cỏ trong họ hòa thảo, thuộc chi poa.